# Ambenja
Ambenja is een stad in Madagaskar, gelegen in de regio Boeny.

## Geschiedenis
Tot 1 oktober 2009 lag Ambenja in de provincie Mahajanga. Deze werd echter opgeheven en vervangen door de regio Boeny. Tijdens deze wijziging werden alle autonome provincies opgeheven en vervangen door de in totaal 22 regio's van Madagaskar.